# James Cranswick Tory
Pour les articles homonymes, voir Tory (homonymie).
James Cranswick Tory (24 octobre 1862 – 26 juin 1944) est un homme politique canadien. Il fut Lieutenant-gouverneur de la province de Nouvelle-Écosse de 1925 à 1930.